# New York Jazz
Il Jazz, benché nato a New Orleans ed in seguito esportato a Chicago, è infine divenuto famoso a New York.

## Storia
A partire dagli anni trenta, Harlem divenne la capitale del mondo afroamericano, una mecca per l'intellighenzia nera. In un ambiente creativo e attivo a livello intellettuale e finanziario, l'opportunità di trovare impegni. I musicisti si riversano ad Harlem e si formano numerose formazioni che daranno vita a nuovi stili di jazz.
Il blues di New York era un tipo di musica blues, caratterizzato da significative influenze jazz e da un'atmosfera urbana più modernizzata rispetto al country blues. È nato a New York all'inizio del XX secolo e si è diffuso rapidamente in altre aree urbane e, spesso, tra ascoltatori più ricchi rispetto al country blues, che è tipicamente di natura rurale. Musicisti di spicco di questo campo includono Lionel Hampton, Ethel Waters e Joe Turner.
A New York il jazz è stato fuso con lo stride, una forma avanzata di ragtime, e divenne molto evoluto, in particolare nelle composizioni di James P. Johnson negli anni venti. L'orchestra jazz di Fletcher Henderson, apparsa per la prima volta nel 1923 e che comprendeva Coleman Hawkins e poi il musicista di New Orleans Louis Armstrong, divenne molto popolare e contribuì a inventare la musica swing. Sebbene Henderson sia stato tra i primi grandi musicisti jazz di New York, non fu in grado di adattarsi allo stile in rapida evoluzione come alcuni dei suoi contemporanei, come Duke Ellington. Quando Ellington si trasferì a New York, inaugurò una legione di musicisti jazz che fecero lo stesso e spostarono il centro dello sviluppo del jazz da Chicago a New York.

## Lo stile
Lo stile che si sviluppò dalle big band jazz di New York divenne noto come musica swing; era uno stile molto ballabile e orecchiabile, suonato originariamente da grandi orchestre nere. Più tardi, le band bianche dirette da musicisti come Jimmy Dorsey e Benny Goodman iniziarono a dominare. Queste grandi orchestre produssero un certo numero di strumentisti che ebbero un profondo effetto sulla successiva evoluzione del jazz, tra cui le innovazioni del sassofono tenore di Coleman Hawkins, il chitarrista elettrico Charlie Christian e l'improvvisatore Lester Young. Sono emerse anche star vocalist, principalmente donne, come l'interprete blues Billie Holiday e la cantante scat Ella Fitzgerald.
La scena jazz di New York era la casa del bebop, che si è evoluto nel corso di molti anni e ha raggiunto la sua piena identità a metà degli anni Quaranta. Charlie Christian, Dizzy Gillespie, Charlie Parker e Thelonious Monk furono tra i maggiori innovatori dello stile. Il bebop "polarizzava ascoltatori, critici e musicisti allo stesso modo" perché differiva dallo swing in molti modi importanti, tra cui la mancanza di riff tipici e ritmi ballabili, l'uso della progressione melodica e gli accordi come base per tutti gli assoli e le improvvisazioni.
Negli anni cinquanta il jazz cominciò a diversificarsi in una serie di nuovi generi, sparsi in molte città. La West Coast divenne la patria del cool jazz, anche se il principale innovatore dello stile fu Miles Davis con sede a New York. New York era anche un importante centro per l'hard bop e ospitava Sonny Rollins e Art Blakey. Verso la fine degli anni cinquanta, Ornette Coleman, residente a Los Angeles, si trasferì a New York, portando con sé il nascente stile del free jazz. A lui se ne aggiunsero altri, tra cui John Coltrane e i suoi contemporanei, come Albert Ayler e Sun Ra.
La Neo-soul/Jazz band Youman Wilder/Featuring Weird Stories è una band nata e cresciuta a New York con un seguito in Europa, Canada e Asia. Wilder è stato uno dei cantanti preferiti della cantante vincitrice del Grammy Award Amy Winehouse. Le dolci armonie in più parti del Doo-Wop hanno avuto origine agli angoli delle strade di Harlem e Brooklyn. Sebbene altre città come Filadelfia e Chicago avessero forti scene Doo-Wop, il suono fu coltivato nelle strade di New York dai primi pionieri del suono come The Ravens, The Crows, The Chords e soprattutto The Drifters, che avrebbero godere di una carriera lunga e molto prolifica. Negli anni cinquanta una pletora di gruppi provenivano da New York, tra cui Frankie Lymon & The Teenagers, The Crests, guidati da Johnny Maestro dei The Brooklyn Bridge, che divenne sinonimo di Brooklyn Doo-Wop, The Rays The Mystics e i gruppi femminili pionieristici The Bobbettes e The Chantels, che avrebbero influenzato il suono delle Girl group degli anni sessanta.

## Compositori e interpreti
I compositori e gli interpreti jazz hanno spesso celebrato la città nelle loro opere musicali. Tra i numerosi standard si possono annoverare:
- Autumn In New York, composto da Vernon Duke e interpretato, tra gli altri, da Frank Sinatra, Ella Fitzgerald, Chet Baker e Harry Connick Jr.
- Christmas Night in Harlem di Mitchell Parish e Raymond Scott, interpretato da Louis Armstrong o Jack Teagarden
- Drop Me Off in Harlem, originariamente di Duke Ellington ma ripreso anche da Louis Armstrong e Johnny Hodges
- How About You?, composta da Ralph Freed e Burton Lane, e interpretata da Chet Baker, Bill Evans, Judy Garland, Oscar Peterson o Frank Sinatra
- Manhattan, di Richard Rodgers e Lorenz Hart, interpretato da Tony Bennett, Bing Crosby, Ella Fitzgerald, John Pizzarelli e molti altri.

Duke Ellington, da parte sua, ha spesso messo in evidenza il quartiere di Harlem nelle sue composizioni, in particolare in Echoes of Harlem, Harmony in Harlem, Harlem River Quiver, Harlemania, Harlem Twist (East St. Louis Toodle-oo), Harlem Air Shaft e Blue Belles O'

## I luoghi del jazz a New York
- Jazz al Lincoln Center : Progettato da Rafael Viñoly il Jazz at Lincoln Center, uno spazio di oltre 10.000 m2, ha lasciato il Lincoln Center per il nuovo Time Warner Center di Columbus Circle. È ancora diretto da Wynton Marsalis.
- Il Blue Note, una rete di club, uno dei più famosi dei quali è quello di New York.